# 류헌
낙봉공 류헌 (柳軒) : 中宗朝에 청백리에 녹선되다 (全州柳氏)
공은 세조8(1462)년에 태어나 성종17(1486)년에 생원과 진사시에 합격하니 김일손과 동방(同榜)이고, 성종20(1489)년 문과에 급제하니 영의정 김전과 동방(同榜)으로 병과6인이며, 6촌인 참판 류숭조도 함께 동방(同榜)이다. 천거로 한원(翰院)에 들어가 검상, 사인을 지내고 통정대부에 올라 충청도 절도사를 한 후 대사간에 배임되니 연산군의 혼란시기를 당하여 선비들 기운이 막힘을 재촉하던 때에 단종의 지극한 덕이 있었음을 비유하여 직간(直諫)을 하면서 주(周)나라가 기자(箕子)를 봉한 것과 송나라가 한통을 표창한 미전(美典)에 이르렀고 완곡하게 간(諫)함을 꺼리지 않으니 간사한 무리들의 질시하는 바가 되었고 갑자사화에 연루되어 제주도로 귀양을 갔다.
중종1(1506)년 중종이 방환(放還)을 명하였으나 하늘이 명을 빌려주지 않아 조정으로 돌아오지 못하고 별세하니 향년 45세이다. 임금께서 측은히 여겨 특별히 이조참판에 추증되고 청백리로 피선(被選)되었으며, 특별히 자손을 등용(登用)하라 명하고 뒤에 자헌대부 이조판서로 추증하였다.
공은 침묵하여 말씀이 적었고 재능과 도량이 넓고 원대하여 젊어서부터 두터운 명망을 얻었고 진신(搢紳)들은 모두 공보(公輔)로서 기대하였다. [서씨세보 참조]
중종7(1512)년 중종이 하교하며 말하기를 "대사간 류헌은 청백리로서 무고하게 죄를 입었으니 정으로 볼 때 심히 불쌍하고 측은하니 그의 자손은 등용(登用)하라"고 하였다.[운씨 추무록 참조]
연산군10(1504)년에 연산군을 모시고 경서를 강론할 때 강론을 끝내고 집의 류헌이 말하기를 "에로부터 나라를 그르치는 자는 혹 소인들에게 일을 맡기거나 환관이 권력을 쥐고 종횡하거나 외척들이 세력을 쥐는 것은 인주(人主)에 있으니 작은 일이라도 잘못된 것은 바로 잡아야 합니다. 전하께서 요지음 외척을 후대함이 지나칩니다. 청컨대 제제하시고 억제하여 교만허고 방종하여 무너지는데까지 이르지 못하게 하소서"하니 정언 손세옹이 말하기를 류헌의 말이 옳다고 하였다.[오대소장 참조]
연산6(150)년에 연산군을 모시고 경서를 강론할 때 집의 류헌과 헌납 이효문이 논계(論啓)하기를 장성축조 및 내수사의 장리(長利)를 차등하여 맡기고 마필을 주는 것은 옳지 않다고 하였으나 듣지 않았다.[위와 같다.]
연산10(1504)년에 왕이 말하기를 "류헌이 내수(內需)의 장리(長利)를 양전(兩殿:임금과 왕비)이 어디에 쓰는가"라고 하니 이 어찌 신하의 말인가. 억측(臆測)으로 말을 하였으니 가두고 명을 기다리게 하라"라고 하였다.[위와 같다]
연산군의 음란하고 잔인함이 날로 심하여 큰 토목공사를 일으켜 서울에서 10리 밖에까지 집들을 헐어 철거하고 논과 밭을 버리게 하여 장원(場園)을 축조하여 사냥하고 놀이 장소로 삼았다.
그 때 간신 임사홍이 임금의 뜻에 아첨하여 모든 것을 이끌어 성사시키므로 그의 아들 희재는 그의 아버지가 장차 큰 악(惡)에 빠질 것을 염려하여 밤낮으로 간절히 간하니 임사홍이 그의 아들을 원수같이 여겨 항상 죽이려는 마음이 있어 임희재에게 명하여 병풍에 옛 사람의 시인 "화가 담 안에서 일어남을 알지 못하고 헛되이 오랑캐를 막으려고 만리장성을 쌓았구나"라는 글귀를 쓰게 하였다.
연산군이 임사홍의 집에 왔을 때 임사홍이 고의로 그 병풍을 펴서 연산군에게 보이니 연산군이 누가 쓴 것이야고 묻기에 임사홍이 말하기를 임희재가 나라를 원망하여 이같이 썼다고 대답하자 연산군이 성을 내어 죽였다.
임희재는 젊었을 때부터 지행(知行)이 있어 항상 청의(淸議)를 따르더니 무오사화가 일어나 한훤 김굉필 선생과 함께 귀양을 가게 되니 선비들이 깊이 중하게 여겼으나 임사홍의 기세가 두려워 감히 말을 하지 못하였으나 공은 혼자서 임사홍의 죄를 피력하고 또 힘주어 말하기를 희재의 죽임은 아니된다고 말하니 연산군이 평소 공을 중히 여겼기 때문에 비록 공의 말을 듣지는 않았으나 큰 죄에는 이르지 않았다고 한다.[준씨소찬 참조]
죽간한화(竹磵閑話)에 이르기를 "류대간은 성품이 엄하고 굳세며, 큰 도량이 있어 삼사(三司)를 역임하면서도 정직하여 흔들리지 않았다. 연산군 초에 만언소(萬言疏)를 올리어 크게 꺼리는 바가 되어 충청수사로 좌천되었다.
연산군10(1504)년에 내직으로 들어와 대사간이 되니 그 때 왕후의 동생 신수영이 무고하여 사화를 일으키자 공이 항의하여 상소를 올려 논박하였는데 그로 인하여 임사홍과 류자광의 흉계에 몰리고, 또 이극균은 죄도 없이 원통하게 죽었다고 말하니 연산군이 크게 노하여 찰졸간에 제주도로 귀양을 보내니 사간 강숙돌이 다투어 말하니 또한 배소로 귀양을 보내고 사간원을 폐지시켰다.
석지씨가 지은 지문(誌文)에 대략 말하기를 25세에 생원진사에 합격하고 성균관에 있을 때는 단정하고 모지며 정직하므로 같은 해에 김일손과 임희재와 같이 응시(應試)했으나 이루지 못하고 3년 후에 문과에 급제하니 대신(大臣)이 아뢰어 천거하기를 "선생의 재주와 학문을 좌우에 둠이 마땅합니다"라고 하니 예문관 검열을 수여받고 짧은 기간 동안에 승정원 주서로 자리를 옮기니 재필(載筆)이 이폐(螭陛, 궁전의 섬돌)하고 문채(文彩)가 인심을 움직이니 성종이 양사(良史)라 친찬하였다.
연산군이 대사간을 제수하니 그 때 정사(政事)를 역사의 일로 들어 긴 문장의 글을 임금께 올리니 글 중에 꺼리는 대목이 있어 크게 노하여 강혼으로 교체되고 호서(湖西)의 수군절도사로 나가면서 초당 강경서姜景叙에게 준 송별시(送別詩)에 이르기를“간했다가 현인선용(賢人選用)했다하니 즐겁도다. 몇 번이나 상소하여 왕의 뉘우침을 바랬노라.
장강(張綱)의 차바퀴를 묻으려다 못하였고 배도(裴度)는 바로 그 때 무기 잡을 권리를 얻었도다.
대궐에서 호서로 갈 임명장을 가지고 수레를 타니 임지에 도착하면 랑(狼:이리)를 소탕할 것이다.
그 곳에 가서 만약에 신백(申伯, 申用漑)을 만나면 소상히 목안편(木雁篇)을 응당히 말 하리라.“
신백은 바로 앞의 장수인 신용개의 이름이다. 연산군10(1504)년에 다시 사간원의 우두머리가 되니 그 때 연산군의 황포(荒暴)함이 더욱 심하여 대신(大臣) 이극균 등 12인을 모두 극형에 처하였다.
또 무오당인(戊午黨人)들에게 크게 죄를 더하여 살육(殺戮)을 자행하니 사림(士林)이 한결같이 비어있어 선생이 분연히 눈물을 흘리면서 항론(抗論)하는데 임사홍과 류자광이 간사하고 흉악한 글을 올리니 연산군이 크게 노하여 급히 제주도로 귀양을 보냈다.
중종1(1506)년에 중종반정으로 나라가 평온해지니 당적(黨籍)으로 제외된 사람을 수용하고 강직함을 남긴 선생을 발탁하여 이조참판으로 삼고 역마(役馬)를 달려 부르시니 전라감사와 병사(兵使)가 서로 이어 장계하기를 말을 들으니 9월 21일에 류모는 바다 가운데서 수적(水賊)을 만났다고 하니 임금께서 슬피 여기시고 "본직(本職)에 오르는데 이르지 못했으니 증직하노라"하였다.
김모제의 책이서(責夷書)에 이르기를 중종1(1506)년 가을에 해적선 10여척이 추자도에 와서 류헌 및 여러 사람을 살해했다고 하였다.[승문원등록 참조]
삼가 등과방목을 자세히 고찰하면 공의 이름 밑에 구봉공 항(恒)을 쓰고 말하기를 "단정하고 굳세며 큰 그릇이었다"라고 하고 연산군 때 만언소를 올렸다가 충청수사에 보직되었다가 갑자사화에 연루되어 제주도로 귀양을 갔다. 중종반정으로 풀려나 돌아오는 길에 해적을 만나 화를 입었다고 한다. [탁시전가금석 참조]
운씨추사록에 이르기를 직언으로 제주도로 귀양갔다가 중종반정으로 풀려 돌아오는 길에 해적을 만나 해를 입었다고 하였다. 의씨추원편에 이르기를 송산(松山)의 분묘는 그 때 의관만으로 장례를 지냈는데 비문에는 기재되지 않았다. 해를 만났다는 말이 여러 책에 섞여 나오며, 혹 해랑적(海浪賊)이라고도 하고 해적(海賊)이로고도 하였으므로 지금 모두 기재하여 장래에 대비하노라고 하였다.
복명씨가 이르기를 제주도에 귀양갔다가 중종의 방환(放還)하라는 억패설(抑稗說)에 말함이 있으니 풀려 돌아오는 길에 해적을 만나 해를 당했다고 한다.
추원편에 이르기를 전라감사와 병사의 장계에 이르기를 충청수사 류헌이 바다가운데서 수적(水賊)을 만나 해를 입었다고 하였다. 중종이 하교하여 이르기를 자손을 등용하라 하였으니 전부공이 맏아들로서 특별히 관직을 받았다.[전부공 갈문 참조]
공은 천성이 효도하고 우애가 있으며, 돈독하고 화목하여 부모를 섬김에 어김이 없었고 종족을 은혜로 구휼(救恤)하여 모두에게 그 마음을 깨우치게 하고 집에 사는 것도 검소하여 번거롭고 화려함을 일삼치 않았다.
손님과 친구를 대하는 것도 단정하고 자중하여 댐백함을 스스로 지켰고 어려서부터 성품이 엄하고 굳센 도량과 기국이 있어 삼사를 두루 역임하면서도 굴하지 않았다 젊어서부터 학문에 독실한 뜻을 두어 약관에 성취하였다.[준씨소기 참조]
공이 일찍이 낙봉(駱峯)아래서 살았기 때문에 호로 정하였다.[추원론편에 의하면 공은 일찍이 낙산의 동족 흥덕동에 살았다고 한다] ○충청수영에 공의 생사당이 있었다.○후손 류의가 순조13(1813)년에 시조모국대부인 묘소를 참배하고 이에 전주에서 며칠을 묵으며 고적을 찾아 알아보니 전주부에 아전서리에 류씨 성을 가진 사람이 많았고 북문 밖에 작은 시내를 내려다 보니 띠를 이은 집들이 초라한데 여러 동종(同宗)의 사부(士夫)가 살고 있었다.
전주부 사람인 이진규는 나이가 70여세인데 성문의 남쪽 큰 냇가의 소나무와 전나무가 울창한 곳을 가리키며 말하기를 저기가 대사간공의 옛터이였으나 지금은 병사(兵使)인 김모가 차지하였다고 하며, 모두가 그렇다고 말하였다.
신사년 여름 여주(驪州) 후포(後浦) 일가가 전주에 갔을 때 여러 일가가 서울에 있는 일가에 통문을 보냈는데 공의 서원이 전주에 있었으나 지금은 폐한 것을 다시 세우려고 예조의 원향록을 상세히 고찰하여 보니 가히 근거할 만한 문서가 없고 전주부 사람들은 처음에 향현사(鄕賢祠)를 창건한 것이 임진왜란 이전에 있었다고 한다.[추원록 참조]
전주부 남쪽 10리되는 곳에 있는 공의 옛터에 후손 류엄이 전라도의 토포사로 재인시에 돌에 새겨 표시하였으니 그 때는 순조18(1815)년 사이이다. 류엄의 손자인 류숙이 전라도 좌수사 재임 시에 옛터의 토지를마련하고 송추(松楸)를 향현사라 하였다.
병진년 12월에 관청에서 완문(完文)을 내려 말한 것이 있으니 전주류씨 낙봉선생의 옛터가 전주부의 남면 원당리에 있어 지형을 측량하니 동서가 61보요 남북이 51보이며, 밤나무가 21주, 큰 소나무가 6주이며, 채전이 1두5승락이고 초가집이 4채로서 세미(稅米)가 10말이니 비직(碑直)이 이운경이 차례로 알고서 수봉(收捧)을 한다고 한다.
○지금 전주군 이서면 회룡동에 용고서원이 있는데 회헌, 유일재, 진일재, 낙봉, 유재(幽齋, 류극거의 후손 류경수) 5선생을 배향하였다. 고종15(1878)년 조정의 명령에 따라 훼철되었다가 지금 1923년에 전주의 유림(儒林)에서 재물을 모아 재건하였다.
낙봉선생유사(駱峯先生遺事)
贈資憲大夫吏曹判書兼知經筵義禁府春秋館事弘文館大提學藝文舘大提學知成均館事五衛都摠府都摠管世子左賓客行通政大夫司諫院諱軒字伯輿號駱峯公天順六年 世祖壬午生成化二十二年 成廟丙午中生進金馹孫榜下弘治二年成廟己酉登文科領議政金銓榜下丙科六人與再從參判崇祖同榜薦入翰苑檢詳舍人陞通政爲忠淸道節度使轉拜大司諫當燕山昏亂士氣摧沮之時直陳魯山至德史筆不可誣至以周封箕子宋褒韓通美典諷陳不諱爲群小所側目至甲子竟罹士禍竄濟州正德元年中廟丙寅卽命放宥天不假年未還朝而卒享年四十五歲自上憐之特贈吏曹參判被選淸白吏特命錄用子孫後贈資憲大夫吏曹判書公沈黙寡言器局宏遠自少負重望搢紳皆以公輔期之恕氏世譜正德壬申中廟下敎曰大司諫柳軒以淸白吏無辜被罪情甚矜惻錄用其子孫澐氏追慕錄燕山甲子年庚辰御經筵講訖執義柳軒曰自古誤國者或小人用事宦寺擅權外戚得志在人主防微杜漸而己殿下近者待外戚過厚請裁抑之不使至於驕縱而敗也正言孫世雍曰柳軒之言是矣五臺所藏丙申御經筵執義柳軒獻納李孝文論啓築長城及內需司長利委差給馬不可不聽上同辛巳王曰柳軒以內需長利兩殿用於何處是豈臣子之言乎言涉於臆度仍因待命上同燕山淫虐日甚大興土木京城百里外毁撤家舍陳棄田土築場園爲遊獵之所時奸臣任士洪迎合主意皆導成之其子熙載痛其父將陷大惡日夜切諫士洪仇視其子常有殺之之心令熙載於屛風上書古人詩不知禍起蕭墻內虛築防胡萬里城之句一日燕山任士洪家士洪故張其屛以示之燕山間誰爲書之士洪以熙載怨國如是書之對燕山怒殺之熙載自少有志行常附淸議及戊午史獄起與寒喧金先生同被竄謫士類甚重之而畏士洪氣燄不敢言公獨歷數士洪之罪且力言熙載之不可殺而燕山素敬重公故雖不用公言亦不至甚罪云遵氏所記竹磵閑話曰柳大諫性嚴毅有器局歷敭三司正直不撓燕山初上萬言䟽大觸時諱出補忠淸水使至甲子入爲大司諫時后弟愼守英誣成士禍公抗䟽論之仍及任士洪柳子光奸凶之狀且言李克均無罪被戮之寃燕山大怒亟竄濟州司諫姜叔突爭之亦被竄配仍罷司諫院○碩之所撰誌文略曰年二十五司馬兩試居太學端方正直同年金馹孫任熙載推以爲不及越三年登科大臣啓薦先生才學宜置左右拜藝文舘檢閱俄遷承政院注書載筆螭陛文彩動人成廟亟稱良史燕山朝拜大司諫上封事歷敘時政萬餘言大觸時諱爲姜渾䮕遞出而節度湖西水軍草堂姜景叙送之以詩曰諫掖欣聞選用賢飛章幾度欲回天張網未遂埋輪志裴度旋持杖鉞權魏闕朝辭分虎節輪門行欲掃狼煙到時若得看申伯應說尋常木雁篇申伯卽前師申用漑甲子再長薇垣時主荒益甚大臣李克均等十二人皆致之極刑又加罪戊午黨人等大肆殺戮士林一空先生奮然灑泣上書抗論仍及任士洪柳子光奸凶之狀主大怒亟竄濟州逮正德丙寅中宗大王靖國亂盡除黨籍收用遺直擢先生爲吏曹參判馳馹召全羅監司兵使相繼啓聞言九月二十一日柳某遇水賊于海中上憐之以本職未及肅故仍贈之○金慕齋責夷書云丙寅秋海船十餘隻來楸子島殺害柳軒及某某云承政院謄錄謹考登科榜目則公姓名下九峯公恒書之曰史稱端毅有器局燕山朝上萬䟽出補忠淸水使坐甲子士禍竄濟州中廟反正放還中路遇海浪賊被禍云焯氏傳家金石澐氏追慕錄曰以直言竄濟州中宗反正放還中路遇海浪賊被害○誼氏追遠編曰松山墳墓世以爲衣冠之葬而碣文不載焉遇害之說雜出於諸書而或謂海浪賊或謂海賊今姑幷載以俟將來○復明氏家乘曰竄濟州中廟放還抑稗說有曰放還之路逢海賊遇害云○追遠編曰全羅監司兵使狀啓曰忠淸水使柳軒遇水賊於海中被害○中廟下敎錄用子孫典簿公以公冑子特受職典簿公碑文公天性孝友敦睦事父母無違恩恤宗族咸得其心居家儉素不事紛華不喜迎接賓朋常澹泊自守性又端重自髫齕己有弘毅氣像凡遊戱無驕傲之習動作皆有矩則恢恢有遠大之自少篤志學問弱冠己成就遵氏所記○公嘗居駱峯下故仍以號焉追遠編○公嘗居洛之東村興德洞云云○忠淸水營有公生祠堂○後孫誼歲癸酉拜始祖母國大夫人墓仍向全州治留數日採訪古蹟本府吏胥多姓柳人北門外臨小溪茅茨蕭灑者諸同宗士夫居也府人李震奎年可七十餘指城門南大川邊松檜蒼鬱處曰是大諫公遺址而今爲兵使金某所占咸曰然矣辛巳夏驪州後浦宗往于全州諸宗人發通于在京宗人以公書院在全州今廢改建也考見禮曹院享錄無文可據或是府人初創鄕賢祠而亦在壬辰海亂之前矣追遠編全州府南十里公之遺墟後孫曮以本道討捕使刻石以表之時純廟乙亥間也曮孫琡爲本道左水使推得遺墟土田松楸付鄕賢祠丙辰十二月有官出完文曰全州柳氏駱峯先生舊基在本府府南面院堂里尺量地形東西六十一步南北五十一步栗樹二十一株大松六株菜田一斗五升落草戶四家定稅米十斗碑直李雲景次知收捧云○今全州郡伊西面回龍洞有龍皐書院檜軒遺逸齋眞一齋酪峯幽齋柳氏五先生並配享同治戊寅因令毁撤今癸亥全州士林合財創建
[柳乘追述 류영희]
행 장
공의 휘는 헌(軒)이요, 자는 백여(伯輿)이며 호는 낙봉(駱峯)이니 완산(完山)의 계출(系出)이다. 고려조의 보문각직제학 휘 극서(諱 克恕)의 현손(玄孫)이다. 曾祖의 휘는 빈(濱)인데 문과에 영흥부사로 참판에 증직되셨다.
할아버지 휘는 말손(末孫)이며, 집의(執義)로서 이조참판에 증직되셨으며, 아버지의 휘는 계장(季漳)인데 첨지중추부사이시고 어머니 조씨(趙氏)는 대구부사 孝生의 따님이다.
公께서는 세조8(壬午, 1462)년에 태어나시어 어려서부터 특이한 자질이 있었고, 기상과 모양이 안중하셨으며, 총명이 뛰어나 학문이 숙성하여 완연히 공보(公輔)의 바람이 있었다.
성종17(1486)년에 사마(司馬)를 하고 성종20(1489)년에 문과에 올라 선발되어 예문관검열에 보직되었다가 승정원 주서에 옮겼으며, 사헌부 감찰(監察)에 올랐다가 지평(持平)에 제배되고 형조의 민부랑(民部郞)과 의정부 검상, 사인을 역임하였으며 누차 執義에 제배되니 바른 소리가 나타나고 태상정(太常正)에 머물다가 드디어 통정계(通政階)에 올라 사간원 대사간(司諫院 大司諫)에 제배되었다.
연산의 황란을 당하여 칼과 톱으로 신하를 기다리니 사람들이 모두 발을 무겁게 하며 두려워하나 공께서는 정색하며, 전폐(殿陛)에 서서 잇따라 논쟁을 벌임이 간절하고 바르게 거리낌이 없었으니 사람들은 위태롭게 여기지 않는 이가 없는데도 公께서는 조금도 흔들림이 없었다.
이때 간신 임사홍이 임금의 뜻에 영합하여 음황한 행실과 이치를 저버린 일들을 모두 인도하여 이루도록 하니 그의 아들의 이름은 熙載라 하는데 젊어서부터 지행(志行)이 있었다.
그 애비의 임금을 악한대로 권유하여 장차 큰 죄에 빠질 것을 민망히 여겨 밤낮으로 간절하게 간하니 사홍(士洪)이 원수같이 보고서 죽이고자하는 마음이 있었는데 임금의 성냄으로 인하여 호소해서 희재(熙載)를 박살내었다.
온 조정이 원통하게 여겼으나 화색(禍色)이 두려워 감히 입을 열어 신변(伸卞)하지 못했으나 公께서 오로지 항장(抗章)을 올려 논박을 벌리어 士洪의 간사함을 배척하고 희재의 충성을 칭송하여 사림(士林)을 위하여 기운이 불어나게 하였다.
하루는 임금이 제신(諸臣)에게 命하여 연(輦)을 메고 저잣거리에서 놀게하니 감히 그 그릇됨을 말하는 이가 없었는데 公께서 상장(上章)하여 그 불가함을 극론하니 임금이 비록 윤허하지는 않았으나 또한 죄를 주지도 않았다.
갑자(甲子)년에 임금의 음황이 더욱 심하여지니 이때 이극균(李克均)이 右相이되어 성준(成浚), 한치형(韓致亨)과 더불어 같이 상부(相府)에 있으면서 연산주(主)가 과실이 있으면 매양 쟁집(爭執)하였다.
연산주(主)가 미워함이 심하여 동시에 사사(賜死)하니 李公의 화가 더욱 혹심하여 뼈를 갈아 바람에 날려 보내는데까지 이르니 잠신(簪紳:벼슬아치)의 기운이 죽어서 감히 말하는 이가 없었다.
公께서 사간 강공 숙돌(司諫 姜公 叔突)과 더불어 상소하여 신구(伸救)하는 계(啓)를 발하여 쟁변하고 다시 만언소(萬言訴)를 올려 시정(時政)을 극언(極言)하니 주(主)가 성내어 호서(湖西)의 절도사(節度使)로 내보냈다.
때에 혼암한 임금은 사학하고 간사한 임사홍의 악업을 받아들여 조금이라도 거스름이 있으면 가마솥에 끊이는 형벌에 따르게 하니 일시의 조신(朝紳)들이 말로서 경계하지 않음이 없었다.
위기를 피하기를 탐하여 간신(奸臣) 임사홍(任士洪)을 배척하고 우상 이극균을 신원하여 구하는 논쟁을 하는 것은 더욱이나 거슬림에 저촉됨이 크기 때문에 비록 평소에 경직하다는 이름이 있는 이들도 두려워 위축되지 않는 이 없어 감히 혀를 바로 잡지 못했다.
그러나 公께서 이에 떨쳐 일어나 자신을 돌보지 아니하고 항론(抗論)하여 마지않으니 때의 논평이 바르다고 하였다.
그 뒤에 주(主)는 사간원을 혁파하고 전일에 간직(諫職)에 있으면서 절간(切諫)하던 자들을 모두 쫓아내니 公께서도 충영(忠營)으로부터 제주에 귀양 갔다 三年이 지난 丙寅年 九月 二十一日에 적소(謫所)에서 돌아가셨다.
중종 때 바야흐로 불러들이는 命이 있었으나 미처 조정에 돌아오지 못하니 사람들이 애석해하지 않는 이가 없었다. 이듬해 중종2(정묘, 1507)년 겨울에 양주관아 동쪽 송산리 수락산 산기슭에 장사를 지냈다.
公께서는 단정하고 굳세어 도량이 있으며, 자신의 품위를 엄하고 부지런히 하여 조정에 선지 거의 십여년에 내외의 관직을 지냈으나 가도(家道)는 자주비어 사람이 근심을 감당치 못하는데도 공께서는 엄정한 지조를 더욱 굳게 하였다.
대개 公의 대절(大節)은 직도(直道)로서 명세(名世)한 것보다 더욱 염백(廉白)으로서 저문(著聞)되었는데 불행한 때를 만나 마침내 꺾기고 막히어 돌아가시니 사대부들이 아! 탄식하며 애석해하지 않는 이가 없었다.
임금의 마음이 더욱 애석하게 여겨 특별히 청백리에 기록할 것과 그 자손에게 관직을 줄 것을 명하고 이조참판을 증직하였으며, 그 뒤에 전양부원군의 貴로 이조판서에 증직되셨다. 부인 이씨는 명산도정(明山都正)의 따님이니 즉 정종(定宗) 임금의 증손이다.
四男을 낳으니 맏이 세붕(世鵬)은 전부(典簿)요. 다음 세린(世麟)은 이조참판 증좌찬성이며 다음 세구(世龜)는 전첨 증이조판서이고 다음 세봉(世鳳)은 司果니 모두가 어진 행의가 있었다.
전부(典簿)는 四男을 두니 인(寅)이고 영(寧)은 판관이며 우(宇)는 사과요 용(容)은 군수이며 찬성(贊成)은 三男을 두니 신(信)은 문과좌랑이요 의(儀)는 참봉 증영의정이며 수(脩)는 참봉이다.
판서(判書)는 四男을 두니 감(堪)은 사인 증이조참판으로 을사화(乙巳禍)를 당하여 귀양살이 18년에 직도(直道)로서 세상에 이름을 날렸으며 균(均)은 현령이고 훈(塤)은 판서이며 연(埏)은 부사 증좌찬성이다.
사과(司果)는 二男을 두니 언(堰)은 증참의요 증(增)은 진사이며 판관은 三子를 두니 영헌(永憲)이고 영범(永範)은 군수이고 영식(永式)은 사과이며 사과 우(宇)의 아들 영부(永孚)는 문과정랑이다.
의정(議政)은 三子를 두니 영길(永吉)은 참판이며 문장이 있었고 영경(永慶)은 영의정인데 호성공(扈聖功)으로써 전양부원군에 봉함을 받았으며 영하(永賀)는 현감이고 참봉(參奉)은 二男을 두니 영충(永忠)은 부솔(副率)이며 영효(永孝)는 서윤(庶尹)이다.
사인(舍人)은 三子를 두니 영건(永健)은 부사요 영립(永立)은 참판이며 영기(永起)는 부사요 현령(縣令)은 二子를 두니 영성(永成)은 군수로 증승지이고 영달(永達)이다. 부사(府使)는 三子를두니 영겸(永謙)은 경력이요 영근(永謹)은 사간이고 영순(永詢)은 참판이다.
참봉(參奉)은 二子를 두니 영휴(永休)와 영정(永貞)이고 현손 성(惺)은 헌납(獻納)을 하여 증 이조참판이고 항(恒)은 좌윤을 하였는데 영길(永吉)의 아들이며 열(悅)은 현감으로 증영의정이다.
업(忄業)은 이조좌랑으로 증이조참판인데 영경의 아들이며 색(穡)은 감사를 하여 증영의정으로 영립(永立)의 아들이고 五代孫 정량(廷亮)은 정휘옹주(貞徽翁主)에게 장가가서 전창군(全昌君)에 습봉되었는데 열(悅)의 아들이다.
경창(慶昌)은 대사헌으로 청백리에 등록되었으니 영성(永成)의 孫이다. 그 나머지는 자손이 번성하고 많아 모두 기록치 못한다.
아! 公께서 조정에 서면 강직한 방법으로서 자신을 가지고 자신을 다스리면 빙벽(氷蘗)으로서 스스로 면려하며 오직 그 바른 것만을 스스로 가졌기 때문에 혼탁한 조정을 바르게 간하여 권간(權奸)을 논척하다가 한번 내쳐지고 두 번 물리쳐져서 마침내는 죽는데도 후회하지 않고 스스로 곧은 것을 힘썼다.
때문에 집에 있을 때나 관직에 나갔을 때에 맑고 검약함을 스스로 지켜 담백한 것 같고 담담한 것 같아 물들지 아니하고 물젖지 않았으니 이것이 성조에서 그 유직(遺直)을 포상하고 그 청조를 등록한 것이다.
또한 어찌 유덕은행(遺德隱行)이 없었겠는가. 가히 세상에 드리워 풍속을 법되게 한 것이며 그 처음부터 끝까지의 대절(大節)이 빛나고 빛나서 사람들의 귀와 눈이 있음이 여기에 있고 저에 있지 않기 때문에 드디어 그 큰 것만 우(右)와 같이 열거하여 써 입언(立言)할 군자(君子)를 기다리노라.
(행장에는 공의 기일(忌日)을 9월 21일이라 하였으나 집에 전하는 금석문에는 9월 20일이라 하였기에 지금 아울러 기록한다)
9대손 숭록대부 판돈령부사 겸 형조판서 복명이 삼가 행장을 짓다.
行 狀
公諱軒 字伯輿 號駱峯 系出完山 麗朝寶文閣直提學 諱克恕玄孫也 曾祖諱濱文科永興府使 贈參判 祖諱末孫 執義贈吏曹參判 考諱季漳 僉知中樞府事 妣趙氏大邱府使孝生之女也 公以天順壬午生 幼有異質 氣貌安重 聰悟出人 學問夙成 菀有公輔之望 丙午司馬 己酉文科 選補藝文館檢閱 轉承政院注書 陞烏府監察 仍拜持平 歷秋曹民部郞 議政府檢詳 舍人累拜執義直聲已著 由太
常正 遂陞通政階 拜司諫院大司諫 時當燕山荒亂刀鉅待臣 人皆重足惴慄 公正色立殿陛 隨事論列 直切不諱 人莫不危之 而公不少撓 時奸臣任士洪 逢迎主意 淫虐之行悖理之事皆導成之 其子名熙載者 少有志行 愍其父慫慂主惡將陷大戾 日夜切諫 士洪仇視之有欲殺之心 因主怒而訴之 至於撲殺熙載 擧朝咸寃之 怵畏禍色 莫敢開口伸卞 而公輒抗章 論列斥士洪之奸 訟熙載之忠士林爲之增氣 一日主令諸臣 擔輦遊街上 無敢言其非 公上章極論其不可 主雖不允許 亦不加罪焉 甲子主荒尤甚 時李公克均爲右相 與成浚韓致亨 同在相府 主有過失每爭執之 主忌之甚 同時賜死而李公罹禍尤酷 至於碎骨飄風簪紳喪氣無敢言者 公與司諫姜公叔突 上書伸救發啓爭之 復上萬言疏極言時政 主怒甚黜而節度湖西 時昏君肆虐奸任逢惡 少有攖拂湯鑊隨之 一時朝紳無不以言爲誡 歛避危機而論斥奸洪伸救李相 尤爲觸忤之大者 雖素號勁直 無不畏縮 不敢掉舌 而公乃奮不顧身 抗論不己 時論韙之 其後主革司諫院 盡逐前日爲諫職切諫者 公自忠營謫濟州 越三年丙寅九月二十一日卒于謫所 中廟朝方有命收召 而未及還朝 人莫不惜之 明年丁卯冬葬于楊州治東松山里水落之原公端毅有器局 律身嚴苦 立朝殆數十年 歷官內外而家道屢空 人不堪憂而公則厲操愈堅 蓋公之大節 不但以直道名世 尤以廉白著聞 而遭時不幸 竟抑塞以歿 士大夫莫不齎咨歎惜 而上心益憐之 特命錄其淸白 官其嗣胤 贈官吏曹參判 其後以全陽府院君貴 贈吏曹判書 夫人李氏明山都正之女 卽我恭靖大王之曾孫 生四男 長世鵬典簿 次世麟吏曹參判贈左贊成 次世龜典籤贈吏曹判書次世鳳司果 皆有賢行 典簿四男 寅 寧判官 宇司果 容郡守 贊成三男 信文科佐郞 儀參奉贈領議政 脩參奉 判書四男 堪舍人贈吏曹參判 當乙巳禍 坐謫十八年 以直道名世 均縣令 塤判書 埏府使贈左贊成 司果二男 堰贈參議 增進士 判官三子 永憲 永範郡守 永式 司果子 永孚文科正郞 議政三子 永吉參判有文章 永慶領議政以扈功封全陽府院君永賀縣監 參奉二子 永忠副率 永孝庶尹 舍人三子 永健府使 永立參判永起府使 縣令二子 永成郡守贈承旨 永達府使三子 永謙經歷 永謹司諫永詢參判 參議二子 永休 永貞 玄孫惺爲獻納贈吏曹參判 恒爲左尹 永吉子也 悅縣監贈領議政 忄業吏曹佐郞贈吏曹參判永慶子也 穡爲監司贈領議政永立子也 五代孫廷亮尙貞徽翁主襲封全昌君悅子也慶昌大司憲錄淸白吏永成孫也 其餘子孫繁衍不可殫記 嗚呼 公立朝則 以剛方自持 律己則 以氷蘗自勵 惟其自持之正故 諫正昏朝 論斥權奸 一黜再擠 竟死不悔 自勵之貞故 處家莅官 淸約自守 泊如淡如不染不濡 此聖朝所以褒其遺直 錄其淸操者也 亦豈無遺德隱行可以垂世範俗者 而若其終始大節炳炳 在人耳目者則 在此而不在彼故 遂敢特擧其大者如右 以俟立言之君子云
(行狀則 公之忌九月二十一日 傳家 金石則 九月十二日故 今並錄之)
九代孫 崇祿大夫 判敦寧府事 兼 刑曹判書 復明 謹狀
『조선왕조실록(朝鮮王朝實錄)』
연산군일기 38권, 연산 6년 8월 11일 계사 1번째기사 1500년 명 홍치(弘治) 13년
최응현·이종호·김훤 등에게 관직을 제수하다
최응현(崔應賢)을 사헌부 대사헌으로, 이종호(李宗灝)를 겸동지성균관사(兼同知成均館事)로, 유헌(柳軒)을 사헌부 집의(司憲府執義)로, 김훤(金萱)을 경상도 수군 절도사(水軍節度使)로 삼았다.
연산군일기 38권, 연산 6년 8월 14일 병신 1번째기사 1500년 명 홍치(弘治) 13년
집의 유헌 등이 장성을 쌓는 일과 내수사의 장리·위차에게 말을 주는 일의 불가함을 아뢰다
경연(經筵)에 납시었다. 집의(執義) 유헌(柳軒)·헌납(獻納) 이효문(李孝文)이 장성(長城)을 쌓는 일과 내수사(內需司)의 장리(長利)와 위차(委差)에게 말을 내주는 것이 불가하다는 것을 논계하였으나, 들어주지 않았다.
연산군일기 39권, 연산 6년 9월 29일 경진 1번째기사 1500년 명 홍치(弘治) 13년
경연에 나아가 《통감강목》 진기를 강하다
경연(經筵)에 납시어 《통감강목(通鑑綱目)》의 진기(秦紀)를 강(講)하였다. ‘연(燕)나라에서 학구(郝晷)와 양침(梁琛)을 파견하여 진(秦)나라에 갔다.’ 한 대목에 이르러, 왕이 이르기를,
"학구(郝晷)가 연(燕)나라가 장차 망할 줄 알고 몰래 자신을 〈진(秦)나라에〉 의탁하려고 하여 자못 그 실정을 누설시켰으니, 이 사람과 양침(梁琛)과 누가 나은가."
하매, 시강관(侍講官) 성세순(成世純)이 아뢰기를,
"양침이 자기 나라의 좋고 나쁜 점을 말하지 않는 것을 본다면 양침이 학구보다 훨씬 낫습니다." 하고, 검토관(檢討官) 박은(朴誾)은 아뢰기를,
"후일에 학구가 양침보다 낫다고 논하는 사람이 있으므로 사람들이 말하기를, ‘그렇다면 그대는 반드시 정공(丁公)을 임용하고 계포(季布)189)를 목베일 것이다.’ 하자, 그 사람이 답변하지 못했다 합니다."
하고, 지사(知事) 이세좌(李世佐)는 아뢰기를,
"신하인 사람이 평상시 일이 없을 때에는 보통 사람과 다름이 없지마는 그가 어떤 일에 임하게 되면 그 절개를 볼 수 있는 것입니다."
하니, 왕이 이르기를,
"지금 사람들도 또한 마땅히 이 일로써 거울을 삼아야 할 것이다."
하였다. 강론이 끝나자 집의(執義) 유헌(柳軒)이 아뢰기를,
"예로부터 나라를 그르친 인군은 혹 소인이 용사(用事)하거나 환자(宦者)가 권세를 부리고 외척(外戚)이 득지(得志)하였으니, 인주(人主)가 기미를 방지하고 점염(漸染)을 막기에 달린 것입니다. 전하께서 근자에 외척 대우를 너무 후하게 하시는데, 청컨대 억제하여 교만하고 방종하여 패망하는 데 이르지 않도록 하소서."
하고, 정언 손세옹(孫世雍)은 아뢰기를,
"유헌의 말이 옳습니다."
하니, 왕이 이르기를,
"신수영(愼守英)을 승지로 삼고, 윤구(尹遘)에게 가자하였더니, 반드시 이것을 가지고 말한 것이다. 비록 외척이라도 현명하다면 어찌 임용하지 못할 것인가."
하였다. 손세옹이 아뢰기를,
"군주가 간하는 말을 따르면 어질어진다는 것인데, 전하께서 근일에 간하는 말을 들어주지 않으시니 실망(失望)됨을 견딜 수 없습니다. 전일에 논계한 내수사(內需司) 장리(長利)의 일은 대신들에게 의논하도록 하셨는데, 그 후에 결과를 알지 못하고 있습니다."
하니, 왕이 이르기를,
"대간의 말이 옳다. 그러나 내수사(內需司)의 장리는 유독 국가의 물건이 아니겠는가. 내수사의 관리들이 거개가 모두 용렬한 무리여서 그 수량을 떠벌렸기 때문에 마지 못해서 수령(守令)을 시켜 관장하도록 한 것이다."
하였다.
연산군일기 39권, 연산 6년 10월 9일 경인 1번째기사 1500년 명 홍치(弘治) 13년
시강관 신용개 등이 내수사의 장리에 대한 문제점을 아뢰었으나 대답하지 않다
상참(常參)을 받고 경연(經筵)에 납시었다. 대사간 이예견(李禮堅)이 내수사의 장리(長利) 일을 논하니, 영사(領事) 이극균(李克均)이 아뢰기를,
"대간이 이 일을 논계한 지 오래 되었는데 내수사의 장리(長利)는 조종(祖宗) 때부터 있었습니다. 지금 양전(兩殿)의 봉양과 왕자(王子)인 여러 군(君)의 길례(吉禮)에 소용되는 데가 많으니, 신 등도 또한 전하께서 재화(財貨)를 늘리시려는 것이 아니고, 마지 못하여 하시는 것임을 알고 있습니다. 다만 대간의 논계한 요지는 수령들로 하여금 내주고 징수하게 하는 것이 조종 때에 없던 일로서 그 법이 《대전속록(大典續錄)》196) 에 상세히 설명되어 있다는 것입니다."
하고, 집의(執義) 유헌(柳軒)은 아뢰기를,
"위차(委差)로 하여금 징수를 감독하게 하여도 오히려 약탈할 폐단이 있는데 만약 수령으로 하여금 이를 감독하게 한다면, 그 해유(解由)에 빙고(憑考)될 것을 두려워 하여, 사채(私債)의 예(例)에 의해 독촉하여 징수할 것이므로 백성들이 그 고통을 받게 될 것이니 작은 일이 아닌 것입니다."
하고, 시강관(侍講官) 신용개(申用漑)는 아뢰기를,
"내수사의 장리(長利)는 본래 의리에 합당하지 못한 일입니다. 지금 비록 갑자기 개혁할 수 없더라도 만약 수령으로 하여금 이를 감독하게 한다면 백성들에게 폐해가 많을 것이니 대간의 말을 들어주소서."
하니, 왕이 이르기를,
"비록 백성들에게 끼치는 폐해는 그러하더라도 즉 상전(上殿)197) 을 위한 것이다."
하였다. 신용개(申用漑)가 아뢰기를,
"위차(委差)가 승전(承傳)하는 것은 매우 합당치 않은 것이니, 성명(成命)을 거두소서."
하고, 이예견(李禮堅)은 아뢰기를,
"감로사(甘露寺)의 노비(奴婢)도 모두 내수사에 소속되어 있는데, 내수사의 노비가 본래 많지 않았습니다. 지금 사족(士族)의 집 노비들이 감로사의 노비라 하여 모두 내수사에 들어가 속해 있으니 그 폐해가 적지 않습니다."
하였으나, 대답하지 않았다.
연산군일기 39권, 연산 6년 10월 14일 을미 1번째기사 1500년 명 홍치(弘治) 13년
대사헌 성현 등이 내수사에 각 관사의 노비를 이속시키는 부당함을 아뢰었으나 들어주지 않다
상참(常參)을 받고 경연에 납시었다. 대사헌 성현(成俔)이 아뢰기를,
"지금 각 관사(官司)에 안부(案付)된 노비(奴婢)를 내수사로 이속(移屬)시킵니다. 각 관사(官司)가 조잔해지고 피폐됨이 막심한데 노비(奴婢)를 따라서 이속시킨다면 그 조잔해지고 피폐됨이 더욱 심하게 될 것입니다."
하니, 왕이 이르기를,
"대사헌의 말이 과연 옳다. 그러나 선왕 때에도 또한 하였는데, 어찌 몇 사람을 이속시킨 것 때문에 갑자기 조잔해지고 피폐될 것인가."
하였다. 집의(執義) 유헌(柳軒)이 아뢰기를,
"이것이 비록 선왕 때에 있던 일이지만 내수사로 이속(移屬)시키는 것은 매우 옳지 않습니다."
하고, 시독관(侍讀官) 권균(權鈞)과 설경(說經) 민원(閔源)은 아뢰기를,
"전하께서 근일에 재변(災變)으로 인하여 이미 타위(打圍)를 정지시켰는데, 지금 다시 거행하려고 하시니, 하늘에 보답하시기를 실(實)이 있게 하는 정성이 아닌 것입니다."
하니, 왕이 이르기를,
"감히 하늘의 경계를 소홀히 여기는 것이 아니라, 이 일도 또한 백성을 위하는 것인데, 어찌 이것을 가지고 하늘의 경계를 조심하지 않는다고 하겠는가."
하였다.
연산군일기 39권, 연산 6년 11월 30일 경진 2번째기사 1500년 명 홍치(弘治) 13년
헌납 정환이 문체의 부화함을 숭상하는 폐단을 아뢰다
경연(經筵)에 납시었다. 헌납(獻納) 정환(鄭渙)이 아뢰기를,
"오늘날 선비들이 부(賦)를 짓게 되면 쓸데없는 말을 늘어놓고 논(論)을 짓게 되면 또한 떳떳하지 못한 의논을 늘어놓고 있습니다. 옛날 진(晉)나라 때에는 문체(文體)를 청허(淸虛)한 것을 숭상하다가 마침내 방탕(放蕩)한 기풍을 조성했고, 수(隋)나라 문제(文帝) 때에는 문체가 경박하므로 이악(李諤)이 상소하여 개혁할 것을 청하였으며, 당(唐)나라 태종 때에는 장창령(張昌齡)과 왕공근(王公瑾)의 문사(文詞)가 제일이었는데, 왕사단(王師旦)이 공거(貢擧)를 주관하면서 문체가 경박하다 하여 물리쳤으며, 송(宋)나라 때의 선비들은 서곤체(西崐體)241)를 본받아 문사(文詞)가 어렵고 괴벽하였는데, 구양수(歐陽修)가 공거(貢擧)를 주관하면서 극력 배척하였으므로 송(宋)나라 때의 문장이 전실(典實)해졌던 것인데, 오늘날 문체가 또한 부화(浮華)한 것을 숭상하고 있으니 개혁하지 않을 수 없습니다."
하고, 영사(領事) 성준(成俊)은 아뢰기를,
"문체가 부허(浮虛)하다는 것은 과연 대간이 말한 바와 같습니다. 잡문(雜文)의 체제는 신이 아직 보지 못하였으나, 부(賦)의 체재는 문답식(問答式)의 쓸데없는 말을 늘어놓아 짓게 되므로 전실(典實)한 점이 없습니다. 성균관(成均館)의 관원들이 거개 모두 경학(經學)에는 능하지마는 제술(製述)을 품평(品評)하는 사람이 적으니, 문체를 변경하기가 어려운가 합니다."
하고, 시강관(侍講官) 김감(金勘)은 아뢰기를,
"지금의 문체가 과연 부화(浮華)합니다. 문장을 잘하는 사람이 객사(客辭)를 허구(虛構)하여 우등을 하게 되므로, 문장을 잘하지 못하는 사람들도 또한 허사(虛辭)를 늘어놓아 남의 흉내를 내게 되어 난잡하고 서투른 솜씨가 점차로 부화(浮華)하게 되어가니, 개혁할 기틀이 문형(文衡)을 관장(管掌)한 사람의 책임에 달려 있는 것입니다."
하고, 집의(執義) 유헌(柳軒)은 아뢰기를,
"성균관의 관원을 경학(經學)하는 선비만을 임명할 것이 아니라 문사(文詞)를 제술(製述)하는 사람으로 번갈아 임명하는 것이 좋겠습니다."
하고, 동지사(同知事) 성현(成俔)은 아뢰기를,
"지금의 문신들은 또한 문장에도 힘쓰지 않으며, 그 월과(月課) 짓는 것도 또한 마음을 두지 않으니, 이것은 매우 옳지 못합니다."
하였는데, 왕이 이르기를,
"단속하기 여하에 매여 있는 것이다."
하였다.
연산군일기 40권, 연산 7년 2월 12일 갑오 2번째기사 1501년 명 홍치(弘治) 14년
정시에 합격한 김감·이과 등에게 품계를 올려 주게 하다
전교하기를,
"정시(庭試)054) 에 합격한 김감(金勘)·이과(李顆)·강혼(姜渾)·유헌(柳軒)·권홍(權弘) 등에게 각각 한 품계씩 올려 주라."
하였다.
연산군일기 41권, 연산 7년 9월 1일 병자 2번째기사 1501년 명 홍치(弘治) 14년
평안도 경차관 유헌이 북방 지방의 폐단을 아뢰다
평안도 경차관(敬差官) 유헌(柳軒)이 여러 가지 폐단에 대하여 아뢰기를,
"1. 평안도의 군사들은 오랫동안 변방에 있으므로 1년에 집에 있는 날이 2, 3개월에 지나지 않으니, 이로 말미암아 점점 조잔(凋殘)하게 되어 군대의 장비도 다 해어져서 목궁(木弓)을 가진 사람이 반이 넘으며, 혹은 막대기만 가지고 활과 칼이 없는 사람도 있고, 말[馬]과 의복도 또한 이어가지 못하니, 군기시(軍器寺)의 갑옷과 투구와 활과 화살 및 여러 섬[島]의 말을 적당히 나누어 주어서 군호(軍戶)를 소생시켜야 할 것입니다.
1. 강변(江邊)의 역말[驛馬]의 수효가 적어서, 모든 봉명 사신이 지나갈 때에는, 군사들의 말을 찾아내어 타거나 짐을 실어 나르게 하는데, 길이 지극히 험해서 한차례 왕복에도 자빠지고 엎어지는 일이 많아서 혹은 길가에서 죽게 되니, 쇄마(刷馬)147)의 법을 엄격히 제정하소서.
1. 강변의 거주민들은 대단히 빈곤한데도 먼 곳의 토지는 변방 장수들이 그들148) 이 사로잡혀 갈까 두려워하여 농사를 짓지 못하도록 금지합니다. 그리고 농민들의 출입도 또한 제때를 얻지 못하여 아침에는 반드시 안개가 걷히고 칭라올(稱羅兀)을 배치한 후에야 문을 열고 나가며, 저물 때는 해가 지기 전에 도로 들어와야 하니, 이로 말미암아 시기를 맞추어 밭을 갈고 씨를 뿌리지 못하여 생업(生業)을 잃게 되니, 변방 고을의 조세를 감면하여 백성들을 소생시키소서.
1. 각진(各鎭)과 보(堡)의 거리가, 가까운 곳은 15리 남짓하고 먼 곳은 20리 남짓하여 모두 길이 트였으므로 서로 구원할 수가 있는데, 오직 아이(阿耳)와 산양회(山羊會) 두 진(鎭)만은 두 곳의 거리가 거의 60리가 되고 그 사이에 마시리(麻時里) 들판과 나하동(羅下洞)이 있는데, 이 곳은 평탄하고 넓어서 살 만한 땅인데도 버려두고 지키지 않기 때문에, 적이 비록 와서 둔취하더라도 사람들이 알 수 없습니다. 또 이 곳은 저들의 땅인 파저강(婆猪江)의 동구와 서로 마주 보므로, 저 적들이 자피선(者皮船)을 만들어 반드시 파저강으로 해서 내려옵니다. 신의 생각으로는, 마시리 들판에 큰 진(鎭)을 설치하면, 적의 배가 내려올 수가 없으므로 아이와 산양회도 모두 서로 구원할 수 있는 형세를 가지게 될 것입니다.
1. 본도는 땅은 넓으나 백성이 드물어 군대의 수효가 본래 적은 데다가 사로잡히기도 하고 유망(流亡)하기도 하여 날마다 줄어들고 달마다 적어져서 연변의 각 고을을 장차 지키지 못할까 염려됩니다. 신의 생각으로는, 잠시 남쪽의 군졸을 옮겨서 공허한 곳을 채우면 군대의 수효도 조금은 펴질 수 있을 것입니다.
1. 본도(本道)는 군량은 적은데도 농사지을 수 있는 빈 땅은 매우 많아서 운산(雲山)·희천(凞川)·영변(寧邊)·평양(平壤) 등지에는 비옥한 땅이 멀리 넓게 바라볼 수 있는데도, 모두 개간(開墾)하여 농사를 짓지 않고 있습니다. 신의 생각으로는, 널리 둔전(屯田)을 설치하여 삼포(三浦)의 선군(船軍)으로 하여금 밭을 갈고 씨를 뿌리게 한다면 군량이 조금 넉넉해질 수 있을 것입니다."
하였다.『조선왕조실록(朝鮮王朝實錄)』

#### 참고 문헌
- ・ 『조선왕조실록(朝鮮王朝實錄)』
- ・ 『연산군일기(燕山君日記)』
- ・ 『중종실록(中宗實錄)』
- ・ 『국조인물고(國朝人物考)』
- ・ 『연려실기술(燃藜室記述)』
- ・ 『국조방목(國朝榜目)』
- ・ 『사마방목(司馬榜目)』